# Честер (Айова)
Честер (англ. Chester) — місто (англ. city) в США, в окрузі Говард штату Айова. Населення — 139 осіб (2020).

## Географія
Честер розташований за координатами 43°29′31″ пн. ш. 92°21′50″ зх. д. / 43.49194° пн. ш. 92.36389° зх. д. (43.491844, -92.363951).  За даними Бюро перепису населення США в 2010 році місто мало площу 3,47 км², уся площа — суходіл.

## Демографія
Згідно з переписом 2010 року, у місті мешкало 127 осіб у 64 домогосподарствах у складі 36 родин. Густота населення становила 37 осіб/км².  Було 77 помешкань (22/км²).
Расовий склад населення:
| - 99,2 % — білих - 0,8 % — корінних американців |

До двох чи більше рас належало 0,0 %. Частка іспаномовних становила 0,8 % від усіх жителів.
За віковим діапазоном населення розподілялося таким чином: 17,3 % — особи молодші 18 років, 53,6 % — особи у віці 18—64 років, 29,1 % — особи у віці 65 років та старші. Медіана віку мешканця становила 48,8 року. На 100 осіб жіночої статі у місті припадало 122,8 чоловіків;  на 100 жінок у віці від 18 років та старших — 114,3 чоловіків також старших 18 років.
Середній дохід на одне домашнє господарство  становив 42 839 доларів США (медіана — 37 813), а середній дохід на одну сім'ю — 44 733 долари (медіана — 45 000). Медіана доходів становила 50 341 долар для чоловіків та 26 667 доларів для жінок. За межею бідності перебувало 25,8 % осіб, у тому числі 42,5 % дітей у віці до 18 років та 24,0 % осіб у віці 65 років та старших.
Цивільне працевлаштоване населення становило 88 осіб. Основні галузі зайнятості: освіта, охорона здоров'я та соціальна допомога — 27,3 %, роздрібна торгівля — 20,5 %, виробництво — 14,8 %, сільське господарство, лісництво, риболовля — 10,2 %.